# قائمة المدن المستضيفة للألعاب البارالمبية

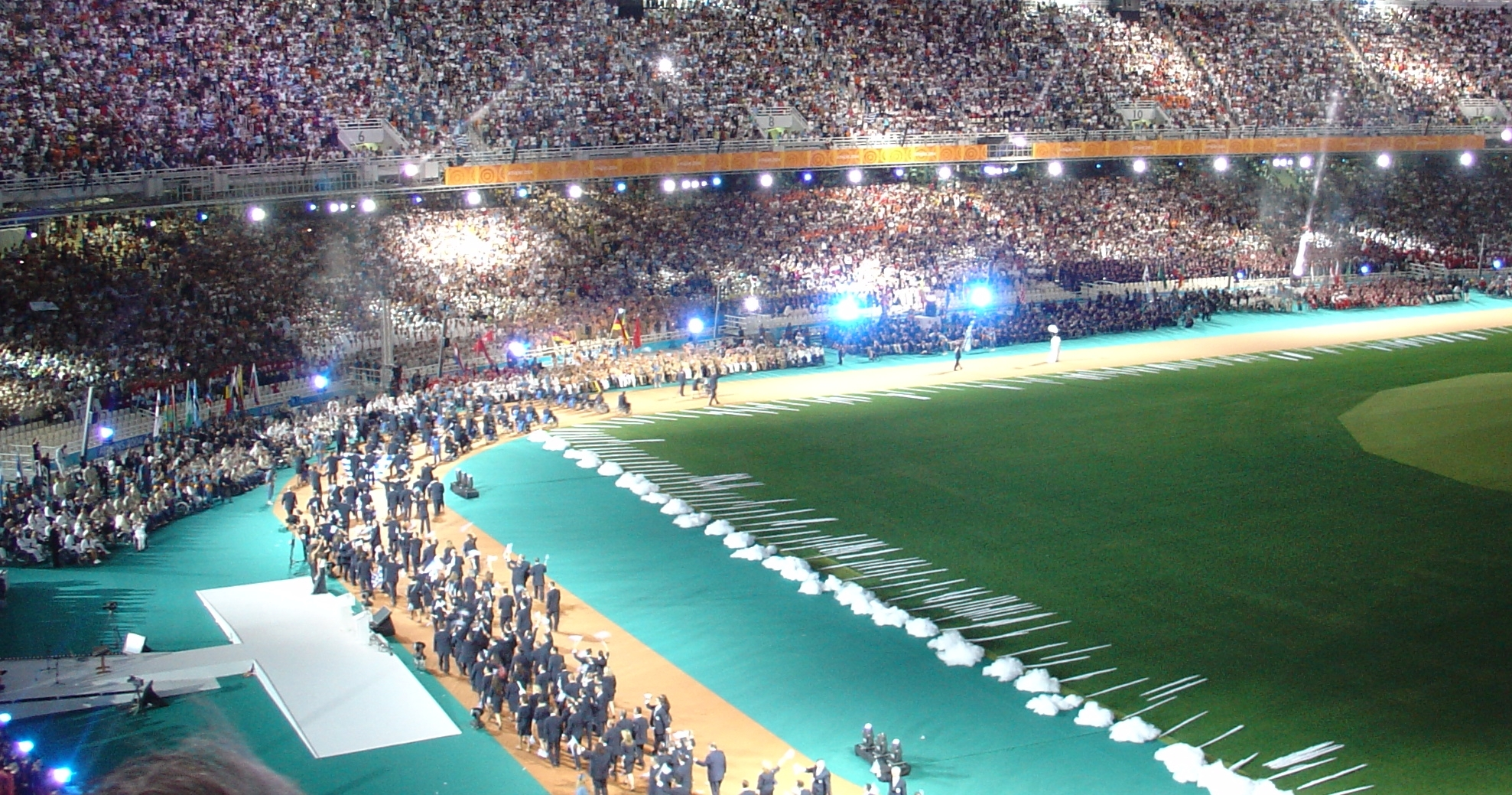
حفل افتتاح الألعاب البارالمبية الصيفية 2004 في الاستاد الأولمبي في أثينا، اليونان

منذ بدأت الألعاب البارالمبية عام 1960 عُقدت 15 دورة ألعاب أولمبية صيفية في 13 مدينة مختلفة و11 دورة ألعاب بارالمبية شتوية في 10 مدن مختلفة. اختيرت مدينتان من قبلاللجنة الأولمبية الدولية واللجنة البارالمبية الدولية لاستضافة الألعاب البارالمبية القادمة وهي بيونغتشانغ (محافظة) لاستضافة الألعاب البارالمبية الشتوية 2018 وطوكيو لاستضافة الألعاب البارالمبية الصيفية 2020 وبكين لاستضافة الألعاب البارالمبية الشتوية 2022.
استضافت 3 مدن أو اختيرت لاستضافة الألعاب البارالمبية أكثر من مرة وهي: إنسبروك استضافت دورتي الألعاب البارالمبية الصيفية 1984 والألعاب البارالمبية الصيفية 1988، وبكين استضافت دورة الألعاب البارالمبية الصيفية 2008 والألعاب البارالمبية الشتوية 2022، وطوكيو استضافت دورتي الألعاب البارالمبية الصيفية 1964 والألعاب البارالمبية الصيفية 2020.
استضافت الولايات المتحدة ثلاث دورات بارالمبية (أقيمت واحدة منها في كل من الولايات المتحدة والمملكة المتحدة الألعاب البارالمبية الصيفية 1984)، في حين استضافت كل من النمسا والنرويج وإيطاليا والمملكة المتحدة وكندا الألعاب البارالمبية مرتين. أما اليابان فمن المقرر أن تستضيف الألعاب البارالمبية للمرة الثالثة عام 2020.
أقيمت معظم دورات الألعاب البارالمبية في قارة أوروبا (14 دورة)؛ في حين استضافت آسيا 4 دورات واستضافت أمريكا الشمالية 5 دورات، ومرة واحدة أقيمت الألعاب في منطقة أوقيانوسيا. ولم تقم أي دورة بارالمبية في قارة أفريقيا أو القارة القطبية الجنوبية.
يتم اختيار المدن المضيفة من قبل اللجنة الأولمبية الدولية واللجنة البارالمبية الدولية. حالياً، يتم الاختيار قبل الدورة بسبع سنوات. تستغرق عملية الاختيار عامين. في المرحلة الأولى من عملية الاختيار، يمكن لأي مدينة التقدم بطلب استضافة الأولمبياد. بعد 10 أشهر، يقرر المجلس التنفيذي في اللجنة الأولمبية الدولية أي من المدن المتقدمة مرشحة للاستضافة بناء على توصية مجموعة العمل التي راجعت الطلبات المقدمة. في المرحلة الثانية، يتم التحقق من المدن المرشحة بشكلٍ دقيق من قبل لجنة التقييم، والتي تعمل بعد ذلك على رفع قائمة مختصرة نهائية من المدن التي سيتم النظر في طلبها. يتم اختيار المدينة المضيفة بعد ذلك عن طريق التصويت في جلسة الجلسة الأولمبية الدولية وهو اجتماع عام للجنة.

## المدن المستضيفة للألعاب البارالمبية
| المدينة                           | الدولة                           | القارة                 | العلم                              | البارالمبياد                          | No.                              | الموسم                      | السنة | من                                | إلى                            | Ref |
| --------------------------------- | -------------------------------- | ---------------------- | ---------------------------------- | ------------------------------------- | -------------------------------- | --------------------------- | ----- | --------------------------------- | ------------------------------ | --- |
| روما                              | إيطاليا                          | أوروبا                 | إيطاليا                            | ألعاب بارالمبية صيفية 1960            | —                                | ألعاب بارالمبية صيفية       | 1960  | 18 أيلول (سبتمبر)                 | 25 أيلول (سبتمبر)              |     |
| طوكيو                             | اليابان                          | آسيا                   | اليابان                            | ألعاب بارالمبية صيفية 1964            | —                                | ألعاب بارالمبية صيفية       | 1964  | 3 تشرين الثاني (نوفمبر)           | 12 تشرين الثاني (نوفمبر)       |     |
| تل أبيب                           |                                  | اسيا[a]                |                                    | ألعاب بارالمبية صيفية 1968            | —                                | ألعاب بارالمبية صيفية       | 1968  | 4 تشرين الثاني (نوفمبر)           | 13 تشرين الثاني (نوفمبر)       |     |
| هايدلبرغ                          | ألمانيا الغربية                  | أوروبا                 | ألمانيا الغربية                    | ألعاب بارالمبية صيفية 1972            | —                                | ألعاب بارالمبية صيفية       | 1972  | 2 آب (أغسطس)                      | 11 آب (أغسطس)                  |     |
| أورنشولدسفيك                      | السويد                           | أوروبا                 | السويد                             | —                                     | ألعاب بارالمبية شتوية 1976       | ألعاب بارالمبية شتوية       | 1976  | 21 شباط (فبراير)                  | 28 شباط (فبراير)               |     |
| تورونتو                           | كندا                             | أمريكا الشمالية        | كندا                               | ألعاب بارالمبية صيفية 1976            | —                                | ألعاب بارالمبية صيفية       | 1976  | 3 آب (أغسطس)                      | 11 آب (أغسطس)                  |     |
| Geilo                             | النرويج                          | أوروبا                 | النرويج                            | —                                     | ألعاب بارالمبية شتوية 1980       | ألعاب بارالمبية شتوية       | 1980  | 1 شباط (فبراير)                   | 7 شباط (فبراير)                |     |
| آرنم                              | هولندا                           | أوروبا                 | هولندا                             | ألعاب بارالمبية صيفية 1980            | —                                | ألعاب بارالمبية صيفية       | 1980  | 21 حزيران (يونيو)                 | 30 حزيران (يونيو)              |     |
| إنسبروك                           | النمسا                           | أوروبا                 | النمسا                             | —                                     | ألعاب بارالمبية شتوية 1984       | ألعاب بارالمبية شتوية       | 1984  | 14 كانون الثاني (يناير)           | 20 كانون الثاني (يناير)        |     |
| نيويورك ستك مندويل (باكينجهامشير) | الولايات المتحدة المملكة المتحدة | أمريكا الشمالية أوروبا | الولايات المتحدة · المملكة المتحدة | ألعاب بارالمبية صيفية 1984            | —                                | ألعاب بارالمبية صيفية       | 1984  | 17 حزيران (يونيو) 22 تموز (يوليو) | 30 حزيران (يونيو) 1 آب (أغسطس) |     |
| سول                               | كوريا الجنوبية                   | آسيا                   | كوريا الجنوبية                     | ألعاب بارالمبية صيفية 1988            | —                                | ألعاب بارالمبية صيفية       | 1988  | 15 تشرين الأول (أكتوبر)           | 24 تشرين الأول (أكتوبر)        |     |
| تين ألبيرفيل                      | فرنسا                            | أوروبا                 | فرنسا                              | —                                     | ألعاب بارالمبية شتوية 1992       | ألعاب بارالمبية شتوية       | 1992  | 25 آذار (مارس)                    | 1 نيسان (أبريل)                |     |
| برشلونة مدريد                     | إسبانيا                          | أوروبا                 | إسبانيا                            | ألعاب بارالمبية صيفية 1992            | —                                | ألعاب بارالمبية صيفية       | 1992  | 3 أيلول (سبتمبر)                  | 14 أيلول (سبتمبر)              |     |
| ليلهامر                           | النرويج                          | أوروبا                 | النرويج                            | —                                     | ألعاب بارالمبية شتوية 1994       | ألعاب بارالمبية شتوية       | 1994  | 10 آذار (مارس)                    | 19 آذار (مارس)                 |     |
| أتلانتا (جورجيا)                  | الولايات المتحدة                 | أمريكا الشمالية        | الولايات المتحدة                   | ألعاب بارالمبية صيفية 1996            | —                                | ألعاب بارالمبية صيفية       | 1996  | 16 آب (أغسطس)                     | 25 آب (أغسطس)                  |     |
| ناغانو (ناغانو)                   | اليابان                          | آسيا                   | اليابان                            | —                                     | ألعاب بارالمبية شتوية 1998       | ألعاب بارالمبية شتوية       | 1998  | 5 آذار (مارس)                     | 14 آذار (مارس)                 |     |
| سيدني                             | أستراليا                         | أوقيانوسيا             | أستراليا                           | الألعاب البارالمبية الصيفية 2000      | —                                | ألعاب بارالمبية صيفية       | 2000  | 18 تشرين الأول (أكتوبر)           | 29 تشرين الأول (أكتوبر)        |     |
| سالت ليك                          | الولايات المتحدة                 | أمريكا الشمالية        | الولايات المتحدة                   | —                                     | ألعاب بارالمبية شتوية 2002       | ألعاب بارالمبية شتوية       | 2002  | 7 آذار (مارس)                     | 16 آذار (مارس)                 |     |
| أثينا                             | اليونان                          | أوروبا                 | اليونان                            | ألعاب بارالمبية صيفية 2004            | —                                | ألعاب بارالمبية صيفية       | 2004  | 17 أيلول (سبتمبر)                 | 28 أيلول (سبتمبر)              |     |
| تورينو                            | إيطاليا                          | أوروبا                 | إيطاليا                            | —                                     | ألعاب بارالمبية شتوية 2006       | ألعاب بارالمبية شتوية       | 2006  | 10 آذار (مارس)                    | 19 آذار (مارس)                 |     |
| بكين[b]                           | China                            | آسيا                   | الصين                              | دورة الألعاب البارالمبية الصيفية 2008 | —                                | ألعاب بارالمبية صيفية       | 2008  | 6 أيلول (سبتمبر)                  | 17 أيلول (سبتمبر)              |     |
| فانكوفر                           | كندا                             | أمريكا الشمالية        | كندا                               | —                                     | ألعاب بارالمبية شتوية 2010       | ألعاب بارالمبية شتوية       | 2010  | 12 آذار (مارس)                    | 21 آذار (مارس)                 |     |
| لندن                              | المملكة المتحدة                  | أوروبا                 | المملكة المتحدة                    | الألعاب البارالمبية الصيفية 2012      | —                                | ألعاب بارالمبية صيفية       | 2012  | 29 آب (أغسطس)                     | 9 أيلول (سبتمبر)               |     |
| سوتشي                             | روسيا                            | أوروبا                 | روسيا                              | —                                     | الألعاب البارالمبية الشتوية 2014 | ألعاب بارالمبية شتوية       | 2014  | 7 آذار (مارس)                     | 16 آذار (مارس)                 |     |
| ريو دي جانيرو                     | البرازيل                         | أمريكا الجنوبية        | البرازيل                           | الألعاب البارالمبية الصيفية 2016      | —                                | ألعاب بارالمبية صيفية       | 2016  | 7 أيلول (سبتمبر)                  | 18 أيلول (سبتمبر)              |     |
| بيونغتشانغ (محافظة)               | كوريا                            | آسيا                   | كوريا الجنوبية                     | —                                     | ألعاب بارالمبية شتوية 2018       | ألعاب بارالمبية شتوية       | 2018  | 9 آذار (مارس)                     | 18 آذار (مارس)                 |     |
| طوكيو                             | اليابان                          | آسيا                   | اليابان                            | XVI                                   | —                                | الألعاب البارالمبية الصيفية | 2020  | 25 آب (أغسطس)                     | 6 أيلول (سبتمبر)               |     |
| بكين                              | الصين                            | آسيا                   | الصين                              | —                                     | الألعاب البارالمبية الشتوية 2022 | ألعاب بارالمبية شتوية       | 2022  | 4 آذار (مارس)                     | 13 آذار (مارس)                 |     |

## إحصائيات

### المدن المستضيفة لأكثر من دورة بارالمبية
| الترتيب | المدينة | الدولة   | القارة | الدورات البارالمبية الصيفية المستضافة     | الدورات البارالمبية الشتوية المستضافة                      | إجمالي الاستضافات |
| ------- | ------- | -------- | ------ | ----------------------------------------- | ---------------------------------------------------------- | ----------------- |
| 1       | بكين    | الصين    | آسيا   | 1 (دورة الألعاب البارالمبية الصيفية 2008) | 1 (2022)                                                   | 2                 |
| 1       | إنسبروك | أستراليا | أوروبا | 0                                         | 2 (ألعاب بارالمبية شتوية 1984، ألعاب بارالمبية شتوية 1988) | 2                 |
| 1       | طوكيو   | اليابان  | آسيا   | 2 (ألعاب بارالمبية صيفية 1964, 2020)      | 0                                                          | 2                 |

### مجموع الألعاب البارالمبية حسب الدولة
| الترتيب | الدولة           | القارة          | استضافة الألعاب البارالمبية الصيفية                              | استضافة الألعاب البارالمبية الشتوية                        | إجمالي مرات الاستضافة |
| ------- | ---------------- | --------------- | ---------------------------------------------------------------- | ---------------------------------------------------------- | --------------------- |
| 1       | الولايات المتحدة | أمريكا الشمالية | 2 (ألعاب بارالمبية صيفية 1984, ألعاب بارالمبية صيفية 1996)       | 1 (ألعاب بارالمبية شتوية 2002)                             | 3                     |
| 2       | اليابان          | آسيا            | 2 (ألعاب بارالمبية صيفية 1964, 2020)                             | 1 (ألعاب بارالمبية شتوية 1998)                             | 3                     |
| 2       | النمسا           | أوروبا          | 0                                                                | 2 (ألعاب بارالمبية شتوية 1984, ألعاب بارالمبية شتوية 1988) | 2                     |
| 2       | النرويج          | أوروبا          | 0                                                                | 2 (ألعاب بارالمبية شتوية 1980, ألعاب بارالمبية شتوية 1994) | 2                     |
| 2       | كندا             | أمريكا الشمالية | 1 (ألعاب بارالمبية صيفية 1976)                                   | 1 (ألعاب بارالمبية شتوية 2010)                             | 2                     |
| 2       | كوريا الجنوبية   | آسيا            | 1 (ألعاب بارالمبية صيفية 1988)                                   | 1 (ألعاب بارالمبية شتوية 2018)                             | 2                     |
| 2       | إيطاليا          | أوروبا          | 1 (ألعاب بارالمبية صيفية 1960)                                   | 1 (ألعاب بارالمبية شتوية 2006)                             | 2                     |
| 2       | الصين            | آسيا            | 1 (دورة الألعاب البارالمبية الصيفية 2008)                        | 1 (2022)                                                   | 2                     |
| 2       | المملكة المتحدة  | أوروبا          | 2 (ألعاب بارالمبية صيفية 1984, الألعاب البارالمبية الصيفية 2012) | 0                                                          | 2                     |
| 8       | إسرائيل          | أوروبا[a]       | 1 (ألعاب بارالمبية صيفية 1968)                                   | 0                                                          | 1                     |
| 8       | ألمانيا الغربية  | أوروبا          | 1 (ألعاب بارالمبية صيفية 1972)                                   | 0                                                          | 1                     |
| 8       | هولندا           | أوروبا          | 1 (ألعاب بارالمبية صيفية 1980)                                   | 0                                                          | 1                     |
| 8       | إسبانيا          | أوروبا          | 1 (ألعاب بارالمبية صيفية 1992)                                   | 0                                                          | 1                     |
| 8       | أستراليا         | أوقيانوسيا      | 1 (الألعاب البارالمبية الصيفية 2000)                             | 0                                                          | 1                     |
| 8       | اليونان          | أوروبا          | 1 (2004)                                                         | 0                                                          | 1                     |
| 8       | البرازيل         | أمريكا الجنوبية | 1 (الألعاب البارالمبية الصيفية 2016)                             | 0                                                          | 1                     |
| 8       | السويد           | أوروبا          | 0                                                                | 1 (ألعاب بارالمبية شتوية 1976)                             | 1                     |
| 8       | فرنسا            | أوروبا          | 0                                                                | 1 (ألعاب بارالمبية شتوية 1992)                             | 1                     |
| 8       | روسيا            | أوروبا          | 0                                                                | 1 (الألعاب البارالمبية الشتوية 2014)                       | 1                     |